# Mélissa Diawakana
Pauline Mélissa Diawakana, née le 24 octobre 1992 à Kinshasa, est une joueuse française de basket-ball évoluant au poste de meneuse.
Le 5 janvier 2018, elle est devenue une joueuse d'Energi Toruń.

## Biographie
Mélissa est née à Kinshasa en République démocratique du Congo. Originaire de la région parisienne, elle est formée par USVO de Valenciennes avec lequel elle dispute la finale de coupe de France en 2008,. Elle rejoint ensuite le centre de formation de Villeneuve-d’Ascq en 2009-2010.
Peu utilisée par Villeneuve d’Ascq (1,1 point de moyenne en seulement 14 rencontres), mais à son avantage en demi-finales du championnat (8 points, 3 rebonds en 21 minutes lors du match 1) en raison de la blessure d'Elin Eldebrink, elle signe en Ligue 2 pour l'Avenir Basket Chartres où elle doit occuper un poste de titulaire.
En mai 2019, après une saison en Pologne à Torun (6,2 points et 2 rebonds), elle signe pour le club belge des Castors Braine.
En février 2021, elle fait son retour à Villeneuve-d'Ascq pour suppléer Lisa Berkani blessée.

## Carrière

### Junior
- 2001-2007 :  Red Star Champigny
- 2007-2008 :  USVO de Valenciennes
- 2008-2009 :  Reims
- 2009-2010 :  Villeneuve-d’Ascq (centre de formation)

### Adulte
- 2010-2011 :  Avenir de Rennes
- 2011-2013 :  Côte d'Opale Basket Calais
- 2013-2014 :  Entente sportive Basket de Villeneuve-d'Ascq - Lille Métropole
- 2014-2015 :  Avenir Basket Chartres
- 2015-2016 :  NBO Oberhausen  Nottingham Wildcats
- 2018-2019 :  Energa Torun
- 2019-2020 :  Castors Braine
- 2020-2021 :  Entente sportive Basket de Villeneuve-d'Ascq - Lille Métropole

## Trophées

### En équipe
Mise à jour le 29 août 2019, vue sur,,, sauf indication contraire
- Vice Championne d'Angleterre (WBBL) : 2016
- Champion de la saison régulière WBBL : 2016
- Finaliste de la coupe:
  - France (2008)
  - Pologne (2019)[10]
- Participant d' Eurocup (2013/2014, 2017/2018)

### individuel
(* - prix décernés par Eurobasket.com)
- Incluse dans la 1re composition défensive de WBBL (2016)
- Leader de la ligue slovaque en:
  - Meilleure passeuse (2018)
  - Meilleure marqueuse (2018)